# Richard Schroeder
Richard Schroeder (n. 29 octombrie 1961) este un înotător american, medaliat olimpic. A participat la 2 ediții ale Jocurilor Olimpice (1984, 1988) în care a câștigat 3 medalii de aur.